# Annalie Longo
Annalie Antonia Longo (Auckland, 1º luglio 1991) è una calciatrice neozelandese, centrocampista offensivo del Melbourne Victory e della nazionale neozelandese.

## Carriera

### Nazionale
Longo inizia ad essere convocata dalla Federazione calcistica della Nuova Zelanda (New Zealand Football - NZF) dal 2008, inserita dal tecnico Paul Temple nella formazione Under-17 impegnata nel primo campionato Mondiale FIFA di categoria, quello del 2008 organizzato dalla federazione neozelandese. Temple la impiega da titolare in tutti i tre incontri disputati dalla sua nazionale, segnando anche la sua prima rete internazionale, quella che apre le marcature con le pari età della Danimarca ma che poi terminerà 2-1 per le europee. Condivide con le compagne l'eliminazione già al primo turno, conseguenza delle due sconfitte con Canada e Danimarca e la sola ininfluente vittoria con la Colombia. Complessivamente Longo indossa la maglia della Under-17 in 10 occasioni, siglando 2 reti.
Nel frattempo, già dal 2006, aveva già vestito la maglia della Under-20 impegnata al Campionato oceaniano di Samoa 2006, debuttando giovanissima, all'età di 15 anni, e festeggiando con tutta la squadra la vittoria del torneo. Grazie a questo risultato la Nuova Zelanda accede per la prima volta al mondiale di categoria, quello di Russia 2006, dove però non riesce a superare la prima fase a gironi, classificandosi all'ultimo posto del gruppo A con due sconfitte, con Australia e le padrone di casa della Russia, e un solo pareggio a reti inviolate, con il Brasile. Anche in questo caso Longo disputa tutti i tre incontri giocati dalla sua nazionale. Viene convocata in Under-20 anche per le successive edizioni dei Mondiali, quello di Cile 2008, per lei 2 presenze su tre incontri disputati, e Germania 2010, scesa in campo in tutti i tre incontri, dove anche in queste due edizioni la sua nazionale non riesce a superare la fase a gironi.
Sempre del 2006 è la sua prima convocazione nella nazionale maggiore, chiamata dal commissario tecnico John Herdman, che già l'aveva diretta in Under-20, in occasione dell'incontro del 14 novembre perso 3-0 con la Cina dove debutta diventando la più giovane nazionale senior di calcio della Nuova Zelanda. Herdman continua a darle fiducia inserendola nella rosa delle 21 calciatrici convocate per il Mondiale di Cina 2007, la più giovane della squadra e la seconda più giovane a rappresentare qualsiasi paese in una Coppa del Mondo FIFA senior,. In quell'occasione la squadra non riesce ad essere competitiva, venendo eliminata già alla fase a gironi con tre sconfitte, con le nazionali di Brasile (5-0), Cina e Danimarca (entrambe 2-0), e conseguenti 0 punti e ultimo posto in classifica nel gruppo D.

## Palmarès

### Club
- Campionato neozelandese femminile: 2

Three Kings United: 2006, 2007

### Nazionale
- Coppa delle nazioni oceaniane femminile: 3

2007, 2014, 2018
- Campionato oceaniano femminile under 20 di calcio: 2

2006, 2010